# Valka
Valka ( výslovnost) je město v Lotyšsku a správní centrum stejnojmenného kraje. V roce 2010 zde žilo 6047 obyvatel. Společně s estonským městem Valga tvoří hraniční souměstí.